# いのちの行進
いのちの行進、またはマーチ・フォー・ライフ（英：March for Life）とは、人工妊娠中絶の実施と合憲のどちらにも平和的に抗議する毎年恒例の集会で、1973年にアメリカ合衆国最高裁判所が中絶を合憲とした画期的決着のロー対ウェイド判決記念日前後に、ワシントンD.C.で開催されている。「公共の場にてプロライフの人々を結集、教育、動員することで中絶を終わらせる」ことを使命とするこの行進は、ロー対ウェイド判決を覆すことを提唱している。この行進はマーチ・フォー・ライフ教育擁護基金(March for Life Education and Defense Fund)によって組織運営されている。

## 歴史
ネリー・グレイの呼びかけで始まった第1回目のいのちの行進は、1974年1月22日に米国議会議事堂の西階段で開催され、推定20,000人の支持者が参加した。この行進はもともと一度きりのイベントになるつもりで、判決の翌年に米国最高裁判所がロー対ウェイド判決を覆すのを期待したものだった。しかし1974年の第1回行進を終えて、グレイはロー対ウェイドが覆されるまで毎年恒例のイベントとしてこの集会を実施すべく、より多くの中絶反対草の根活動家を組み入れる措置を講じ、同年にそれは非営利団体として正式に承認された。「1974年1月22日、数千人の中絶反対者が最初のマーチ・フォー・ライフに参加した。国会議員がプロライフの法案を発表して中絶反対運動に対する支持を表明したため、集会が開かれた。このプログラムは国会議事堂の周りを行進して「いのちの輪(Circle of Life)」を形成し、続いて参加者達が国会議員にロビー活動を行って完了した」。
2006年の第33回いのちの行進では、サミュエル・アリート裁判官の最高裁判所への指名がこの運動に大きな変化をもたらした、なぜならアリートには「上院の承認を勝ち取ってロー対ウェイド判決を覆す側が過半数になるだろう」との期待があったためである。2008年の第35回いのちの行進では、ガットマッハー研究所の報告書が発表され、そこで2005年に米国で実施された中絶件数は120万に減少したことが判明した。これは1976年以降で最少規模の中絶件数だった。
2009年のいのちの行進期間に、選択の自由法 (Freedom of Choice Act) （中絶への基本的人権を宣言し、中絶に関する多くの規制を解除することで「ロー対ウェイド判決を成文化」する法案）が第110回米国議会で可決しかねない状況は、集会のキーポイントとして機能した。

## 道程
いのちの行進は正午頃に始まる。通常は、4番ストリート付近にあるナショナル・モールでの集会で参加者達が構成される。コンスティテューション・アベニュー北西側を下り、ファースト・ストリート北東側で右折し、その後は終点の米国最高裁判所階段まで行進が続き、そこで別の集会が開催される。デモ参加者の多くは、バラを届けて国会議員にロビー活動することで、一日が始まる。

## 参加者
1987年は、吹雪にもかかわらず約10,000人が参加した。
1995年は、米国国立公園局が出席者数を公式に推計した最終年で、1994年の35,000人と比較して45,000人が参加した。
2003年から2012年にかけて、この行進は数万人と推定される群衆を率いたが、主催者側は数十万人だと主張した。主催側によると、2011年のイベントには400,000人が参加した。2013年にはこの行進が650,000人を率いたと推計した。あらゆる大群衆の推計と同じで、発表される出席者の数はまちまちであるが、CNNやロイターなどの報道は数万人から6桁未満（10万人に満たない）との数字を示している。
2016年は、ワシントンD.C.で610mmの雪が降ったブリザードにもかかわらず行進が実施され、参加者は数千人だった。
多くの10代若者や大学生が毎年この行進に参加し、典型的には教会の集まりや青少年団と一緒にやって来る。ワシントン・ポストのコラム記者は、2010年に行進者の約半数が30歳未満であると推定した。

## 著名な演説者

### 1987年
1987年、ロナルド・レーガンは電話で遠隔演説して「この国の悲劇を終わらせる」手助けをすると宣誓した。当時ノースカロライナ州上院議員のジェシー・ヘルムズが出席して演説した。彼は中絶を「アメリカのホロコースト」と称した。

### 2003-2009年
2003年、ジョージ・W・ブッシュは電話で遠隔演説して「そうした高貴な動機での献身」に対して参加者に謝辞を述べた。 電話演説において、彼はロー対ウェイド判決を覆そうという特定の取り組みへの助言ではなく、中絶に反対することに関して広く話す傾向があった。
2003年、演説者にはニュージャージー州の共和党議員クリス・スミスとオペレーション・レスキューの創設者ランドール・テリーがいた。演説にて、テリーは聴衆にいる若者に向かって「貴方が価値を感じる全てのために戦え」と呼びかけた。
2004年には、15人の議員（全て共和党員）が演説した。演説した議員の中には、カンザス州のトッド・ティアールトとペンシルベニア州のパトリック・J・トゥーミーがいた。第30回の行進でも演説したティアールトは、行進者に「自分の州のプロライフ活動者を助ける」よう促した。 トゥーミーはこれら発言を支持し、上院の過半数獲得そして裁判所に再審請求するため、プロライフの候補者に投票するよう発言した。
2006年、オハイオ州の共和党員で主要なプロライフの擁護者である米国下院議員のスティーブ・チャボットは、ロー対ウェイドを覆すことに関して大衆に演説を行い、いのちの行進の創設者ネリー・グレイも演説した。
2009年には、ウィスコンシン州共和党員で米国下院司法委員会の元議長F・ジェームズ・センセンブレナー議員を含む約20人の国会議員が演説した。

### 2011-2019年

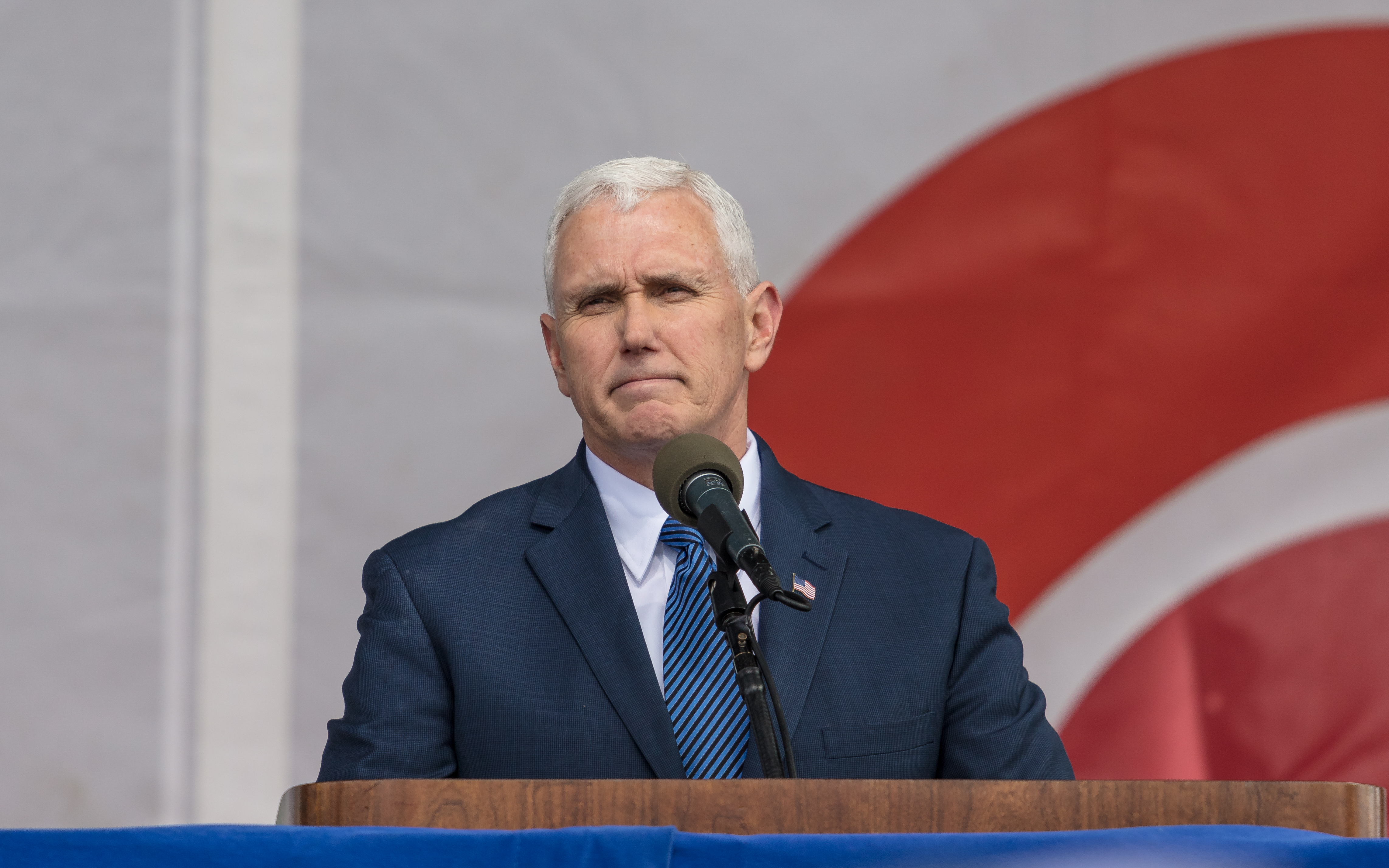
マイク・ペンスは、いのちの行進に参加した最初の副大統領であり、行進に参加した米国公務員の最高役職（2017年3月撮影）。

2011年、演説者には下院多数党院内総務のエリック・カンター、下院多数党院内幹事のケビン・マッカーシー、およびマイク・ペンスを含む国会議員がいた。
2013年、発表者には米国下院議長のジョン・ベイナー（収録済みのビデオ演説経由）、元米国上院議員で2012年大統領予備選挙の共和党候補リック・サントラムを含む国会議員がいた。
2016年、共和党の大統領候補カーリー・フィオリーナ（彼女はヒューレット・パッカード社の元会長としても知られる）が行進に参加した。
2017年には、マイク・ペンス副大統領、ケリーアン・コンウェイ（彼女はドナルド・トランプ大統領の顧問）、ニューヨーク大司教のティモシー・M・ドラン枢機卿、プロライフ活動家のアビー・ジョンソン、NFL選手のベンジャミン・ワトソンが行進に加わった。 ペンス副大統領はこの行進に参加して演説をした最初の副大統領になり、それを実行した最高位の公務員となった。ペンスはまた、インディアナ州地方議員だった2010年当時の行進でも演説者の一人だった。
2018年、ドナルド・トランプ大統領はホワイトハウスのローズガーデンからの衛星中継にて第45回の行進の演説を行い、この技術を使用して集会で演説した最初の米国大統領になった。一方で行進には、米国下院議長ポール・ライアン、イリノイ州の民主党員ダン・リピンスキー、元NFL選手のマット・バーク
や元NFL選手ティム・ティーボウの母親パムが参加した。
2019年、トランプは衛星中継で群衆に演説し、ペンスはこのイベントで対面演説した。大統領は「我々の独立宣言にある最初の権利こと生存権(the right to life)を私は常に擁護する」と発言した。行進の後、物議を醸す事件 (January 2019 Lincoln Memorial confrontation) が起こり、いのちの行進参加者グループと先住民族者の行進 (Indigenous Peoples March) 参加者達が互いに行く手を塞いだ。

### 2020年

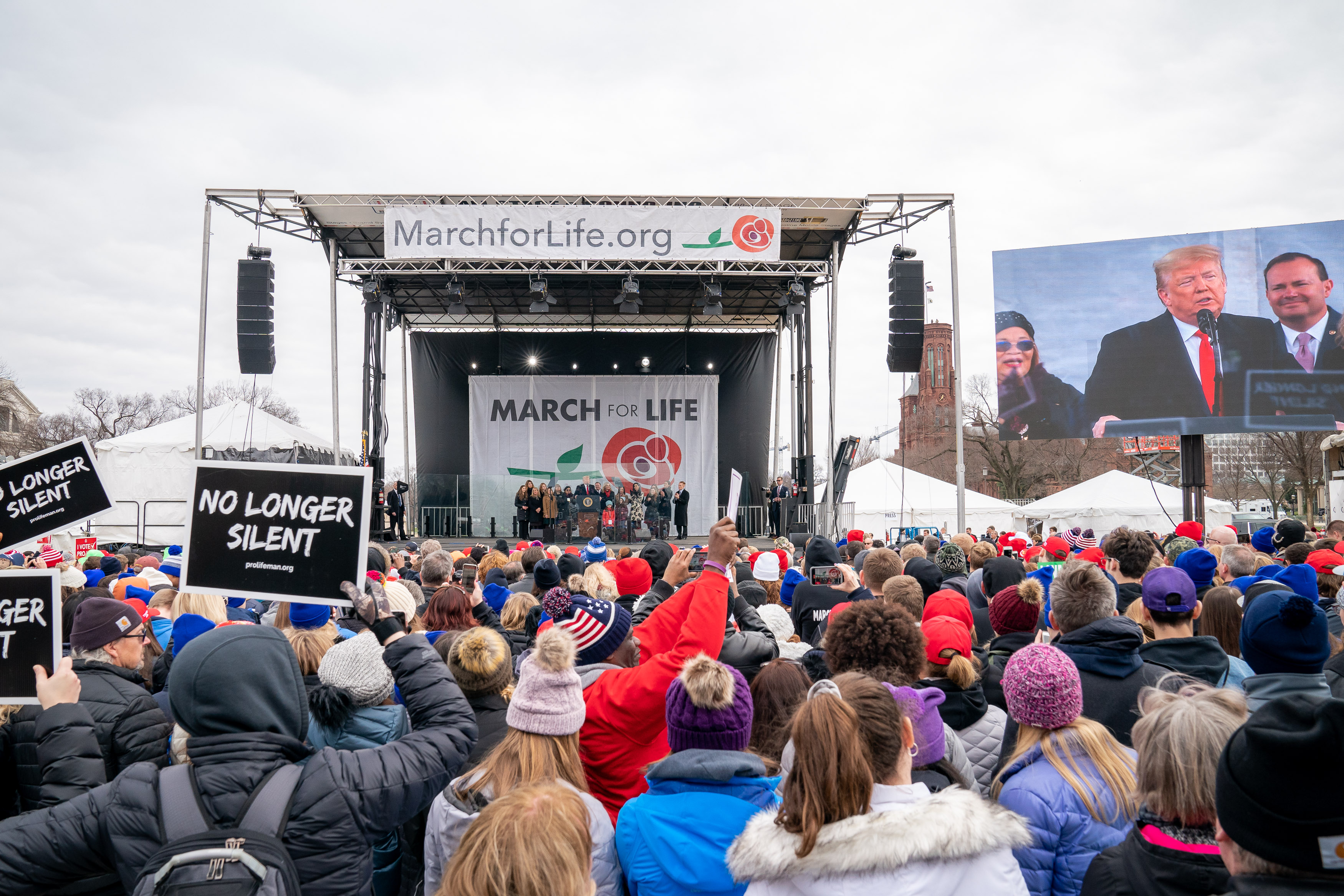
2020年いのちの行進のトランプ

2020年1月24日、トランプはいのちの行進に参加し演説した初のアメリカ合衆国大統領となった。

## 関連行事
様々なプロライフ団体がこの行進前後に米国でイベントを開催する。そうした行事にはジョージタウン大学でのルアウ・フォー・ライフ（直訳:いのちの宴）や最高裁判所でのキャンドルライト・ビジリア（蝋燭の明かりをともす徹夜の祈祷集会）などがある。さらに、プロライフのメッセージを込めた自主製作映画がこの行進と一緒に初上映されたり宣伝されたりする。そうした映画には、2013年の行進に合わせて上映されたバチカン公認映画『Doonby』や、2009年の行進前日に初上映された『22Weeks』などがある。ステューデント・フォー・ライフ・オブ・アメリカ（学生向けにプロライフ教育を施すNGO団体）は通常この行進の翌日に全国大会を開催する。ワシントンD.C.にあるDARコンスティテューション・ホールでは、行進の朝にキリスト教諸教派の合同祈祷会(The National Memorial for the Pre-Born and their Mother and Fathers)が毎年執り行われる。毎年多くのキリスト教諸教派から聖職者たちが参加し、プロライフ認定表彰も授与される。この祈祷会は、全米プロライフ宗教評議会、プリースト・フォー・ライフ(Priests for Life)、ゴスペル・オブ・ライフ・ミニストリーズ(Gospel of Life Ministries）による後援を受けており、イベントが無料で一般公開されている。

## 日本におけるいのちの行進
2014年7月13日、日本で最初のいのちの行進がProlife jpと小さないのちを守る会の協力により東京都内で行われ、33人が参加した。
2017年7月17日からカトリック築地教会を集合場所として海の日に行われるようになり、2018年にはカトリック東京大司教区菊地功大司教、カトリック大阪大司教区前田万葉大司教、駐日教皇大使ジョセフ・チェノットゥ大司教がメッセージを寄せた。
同年7月16日には、フィリピンや台湾、香港などからのキリスト教団体の関係者を含む約250人が参加した。
2019年7月15日は300人近くが参加。カトリック鹿児島司教区中野裕明司教とカトリック大阪大司教区酒井俊弘補佐司教が地元から駆け付けた。
2020年7月23日は新型コロナウイルス感染症の影響で参加者が減少したが、出発点である日本橋常盤公園に約70人が集まり、日比谷公園までの約1時間の道のりを歩いた。 　
2024年7月15日には例年マーチを主催してきた団体が行進を見合わせたため、フランス人カトリック信徒たちが中心となってフランスのマーチフォーライフ連盟の後援を受け、初参加のルーマニア正教会日本支部司祭を含む約80人が参加した。